# Dechenwald
Das gemeindefreie Gebiet Dechenwald  untersteht dem mittelfränkischen Landkreis Roth. Dechenwald ist Gemarkungsteil 0 der Gemarkung Prünst.
Der 1,67 km² große Staatsforst liegt zwischen Windsbach, Rohr und Kammerstein. Das Gebiet ist komplett bewaldet. Die Autobahn A 6 verläuft im Norden ein kleines Stück durch das Gebiet und grenzt es im Wesentlichen nach Norden hin ab.